# Distrito de Cigánd
El distrito de Cigánd (húngaro: Cigándi járás) es un distrito húngaro perteneciente al condado de Borsod-Abaúj-Zemplén.
En 2013 tenía 16 294 habitantes. Su capital es Cigánd.

## Municipios
El distrito tiene una ciudad (en negrita), un pueblo mayor (en cursiva) y 13 pueblos (población a 1 de enero de 2012):
Ciudad
- Cigánd (2682) – la capital

Pueblos
- Bodroghalom
- Dámóc
- Karcsa
- Karos
- Kisrozvágy
- Lácacséke
- Nagyrozvágy
- Pácin
- Révleányvár
- Ricse
- Semjén
- Tiszacsermely
- Tiszakarád
- Zemplénagárd